# A Single Man (album)
A Single Man – dwunasty studyjny album brytyjskiego piosenkarza Eltona Johna, wydany w 1978 r., 2 lata po Blue Moves (który miał być ostatnim) i rok po kompilacji Greatest Hits Volume II. Jest to pierwszy krążek Eltona stworzony bez pomocy Berniego Taupina. Jako że Gary Osborne mający swój wkład w płytę nie był jeszcze wówczas wystarczająco znany, wielu ludzi źle zinterpretowało tytuł albumu, rozumiejąc go jako informację, że Elton stworzył go zupełnie sam.
Utwór "Song For Guy" to hołd dla Guya Burchetta, młodego pracownika wytwórni Rocket Records, który zginął w wypadku motocyklowym. Kompozycja stała się hitem niemal na całym świecie, docierając do wysokich pozycji wszędzie poza USA i Kanadą, gdzie MCA Records nie sądziło, że piosenka może stać się hitem.
Rozszerzenie albumu z 1998 r. wzbogaciło go o pięć utworów. Dwa pierwsze pochodzą z niezbyt udanego singla "Ego" z 1978 r. Pierwsza to tytułowa "Ego", druga zaś ukazała się na nim jako strona B – "Flinstone Boy". Kolejne dwa to strony B z "Part-Time Love" i "Song For Guy" (kolejno "I Cry at Night" i "Lovesick"), a ostatni utwór – "Strangers", to strona B z płyty "Victim of Love". Niektóre wydania albumu 21 at 33 z 1980 r., także posiadały "Strangers" jako utwór dodatkowy.
Fotografia na okładce płyty została zrobiona na 4,5 kilometrowym deptaku Long Walk, który jest częścią Windsor Great Park w Berkshire. "A Single Man" to także pierwszy album, na którym Elton pokazuje się bez okularów.

## Wschodnie wydanie
A Single Man był pierwszym albumem w historii, który mógł być wydany oficjalnie na terenie ZSRR. Poprzednie płyty muzyka były przemycane na teren Związku Radzieckiego w różny sposób. Wydawnictwo było podyktowane sukcesem koncertów A Single Man in Concert, jakie odbyły się w Moskwie i w Sankt Petersburgu. Wydanie jednak znacząco różniło się od wersji z innych krajów. Po pierwsze, album został tam nazwany Poyot Elton John (co w rosyjskim oznacza Elton Śpiewa). Po drugie, "Big Dipper" i "Part-Time Love" zostały usunięte z albumu, ze względu na ich tematykę. Jednak kiedy Elton zagrał "Part-Time Love" podczas koncertu, nie spotkało się to z żadnym sprzeciwem ze strony sowieckich władz.

## Lista utworów

### Strona 1
| 1. | "Shine on Through"       | 3:45  |
|    |                          |       |
| 2. | "Return to Paradise"     | 4:15  |
|    |                          |       |
| 3. | "I Don't Care"           | 4:23  |
|    |                          |       |
| 4. | "Big Dipper"             | 4:04  |
|    |                          |       |
| 5. | "It Ain't Gonna Be Easy" | 8:27  |
|    |                          |       |
|    |                          | 24:54 |
|    |                          |       |

### Strona 2
| 1. | "Part-Time Love"      | 3:16  |
|    |                       |       |
| 2. | "Georgia"             | 4:50  |
|    |                       |       |
| 3. | "Shooting Star"       | 2:44  |
|    |                       |       |
| 4. | "Madness"             | 5:53  |
|    |                       |       |
| 5. | "Reverie" (John)      | 0:53  |
|    |                       |       |
| 6. | "Song for Guy" (John) | 6:53  |
|    |                       |       |
|    |                       | 24:29 |
|    |                       |       |

### Utwory dodatkowe (1998 r. wznowienie)
| 1. | "Ego" (John, Taupin)            | 4:00  |
|    |                                 |       |
| 2. | "Flinstone Boy" (John)          | 4:13  |
|    |                                 |       |
| 3. | "I Cry at Night" (John, Taupin) | 3:16  |
|    |                                 |       |
| 4. | "Lovesick" (John, Taupin)       | 3:59  |
|    |                                 |       |
| 5. | "Strangers"                     | 4:46  |
|    |                                 |       |
|    |                                 | 20:14 |
|    |                                 |       |

## Single
| Piosenka         | Format                    |
| ---------------- | ------------------------- |
| "I Cry at Night" | Part Time Love 7" (US/UK) |
| "Lovesick"       | Song for Guy 7" (US/UK)   |

## Notowania
Album – Billboard (Ameryka Północna)
Singles – Billboard (Ameryka Północna)
| Rok  | Singiel          | Notowanie   | Pozycja |
| ---- | ---------------- | ----------- | ------- |
| 1978 | "Ego"            | Pop Singles | 34      |
| 1978 | "Part-Time Love" | Pop Singles | 21      |